# John Jacob Astor (rackets)
|  | No s'ha de confondre amb John Jacob Astor. |

El tinent coronel John Jacob Astor V, 1r Baró Astor de Hever, DL (Manhattan, Nova York, 20 de maig de 1886 – Canes, França, 19 de juliol de 1971) va ser un magnat de la premsa, polític, esportista, militar i membre de la família Astor. Fill del rebesnet del fundador de la dinastia, en una alternància repetitiva de noms: John Jacob I, William, John Jacob III, William i ell.

## Biografia
Astor va néixer a Manhattan, Nova York, el 1886, sent el quart fill de William Waldorf Astor, 1r Vescomte Astor (1848–1919), i Mary Dahlgren Paul (1858–1894). Tenia tan sols cinc anys quan la seva família es traslladà a viure a Anglaterra. Es va criar en una finca comprada pel seu pare a Cliveden-on-Thames, Buckinghamshire, i estudià a l'Eton College i al New College, de la Universitat d'Oxford. Després de la mort del seu pare, el 1919, va heretar el Castell de Hever, prop d'Edenbridge, Kent.

### Jocs Olímpics
El 1908 va prendre part en els Jocs Olímpics de Londres, on guanyà la medalla d'or en la prova de dobles de rackets, formant equip amb Vane Pennell. En la prova individual guanyà la medalla de bronze, després de perdre contra Evan Noel en semifinals.
Astor havia estat campió escolar britànic de rackets el 1904–05, i el mateix 1908 havia jugat els campionats de l'Exèrcit britànic.
Tot i que posteriorment va perdre una cama, era capaç de guanyar a rivals més joves en esquaix gràcies a una pròtesi.

### Exèrcit
El 1906 es va incorporar a les files del 1r Life Guards, després d'un any a Oxford, i va ser ajudant de camp de Charles Hardinge, Virrei de l'Índia entre 1911 i 1914. Dins el seu regiment va ser ascendit a capità el 1913 i Major el 1920.
Durant la Primera Guerra Mundial, va ser ferit a la Batalla de Messines l'octubre de 1914. Després de recuperar-se va tornar al front occidental, arribant al rang de tinent coronel al comandament de la 520 Household Siege Battery de la Royal Garrison Artillery i fou guardonat amb la Legió d'Honor com a Cavaller. El setembre del 1918, prop de Cambrai, fou greument ferit a la cama, que poc després se li hagué d'amputar.
Entre 1927 i 1946 fou Coronel Honorari al Regimentd'Artilleria Pesada de Kent i Sussex i Coronel Honorari del 23è Regiment de Londres entre 1928 i 1949. Durant la Segona Guerra Mundial fou tinent coronel del 5è batalló de la Ciutat de Londres.

### Casament i fills
Astor es casà amb Lady Violet Mary Elliot-Murray-Kynynmound (28 de maig de 1889 - 3 de gener de 1965) el 28 d'agost de 1916. Era filla de Gilbert Elliot-Murray-Kynynmound 4t Earl de Minto i Lady Mary Caroline Grey. D'un matrimoni previ amb el Major Lord Charles Petty-Fitzmaurice, que morí en acció de guerra a Ypres el 1914, Lady Violet tenia dos fills, Mary i George.
Lord i Lady Astor van tenir tres fills: Gavin Astor, 2n Baró Astor of Hever (1 de juny de 1918 - 28 de juny de 1984), Hugh Waldorf Astor (20 de novembre de 1920 - 7 de juny de 1999); i John Astor (26 de setembre de 1923 - 27 de desembre de 1987).

### Carrera
Va ser director del Great Western Railway entre 1929 i 1946. Va ocupar el càrrec de Tinent de la ciutat de Londres el 1926. Va ocupar els càrrecs de Jutge de Pau des de 1929 i Deputy Lieutenant de Kent des de 1936 fins a 1962. Fou director del Hambros Bank entre 1934 i 1960, vicepresident de Phoenix Insurance entre 1941 i 1952 i president entre 1952 i 1958. Entre 1942 i 1952 fou director del Barclays Bank.
El 1922, després de la mort del seu fundador Alfred Harmsworth, va comprar The Times. Durant el temps en què en fou el cap, el The Times patrocinà l'expedició que Sir Edmund Hillary va fer a l'Everest el 1953. Astor en fou president fins a 1959, quan el seu fill Gavin se'n va fer càrrec. El 1966, The Times va ser venut al magnat canadenc de la premsa Roy Thomson.
A banda dels negocis a la premsa, John Jacob V va exercir de polític, com a regidor al London County Council entre 1922 i 1925, i al Parlament del Regne Unit durant 23 anys pel Partit Conservador per Dover 1922 i 1945. El 21 de gener de 1956 fou creat el títol Baron Astor of Hever, of Hever Castle, in the County of Kent. El 1962 passà a viure a França, país on va morir el 19 de juliol de 1971.